# Ігера-де-Варгас
Ігера-де-Варгас (ісп. Higuera de Vargas) — муніципалітет в Іспанії, у складі автономної спільноти Естремадура, у провінції Бадахос. Населення — 2128 осіб (2010).
Муніципалітет розташований на відстані близько 360 км на південний захід від Мадрида, 48 км на південь від Бадахоса.

## Демографія
Динаміка населення (INE ):